# René La Bruyère
Pour les articles homonymes, voir La Bruyère.
Pierre François René Julien-Labruyère, dit René La Bruyère (Jonzac, 2 février 1875 - Paris, 27 février 1951) est un romancier, historien de marine et voyageur français ayant obtenu quatre prix littéraires de l'Académie française dont le Prix Montyon 1949.

## Biographie
René Julien-Labruyère est le fils de Maurice Julien-Labruyère, notaire à Jonzac, et de Madeleine Rousset.
Commissaire de la marine, René La Bruyère va voyager à travers tout le Pacifique durant sa carrière. Il laisse des témoignages de ses voyages où il s’interroge sur le devenir de la civilisation polynésienne. 
Il visite ainsi Tahiti dont il fait le tour puis la Nouvelle-Calédonie et l'île Nou, Nouméa et les plantations de la vallée du Dumbéa. Il voyage encore dans les Nouvelles-Hébrides, passe à Port-Vila, Anatom, Tanna, Sandwich, Pentecôte et Mallicolo et en déplore la sauvagerie.
À l'inverse, il admire la beauté des Samoa dont il fait le cœur de la civilisation polynésienne. Dans les îles Sous-le-Vent, il étudie le folklore et l'économie de l'archipel et passe à Raiatea, Tahaa, Huahine et Bora Bora. Les Marquises par contre lui paraissent mornes et tristes. 
Romancier, il est élu à l'Académie de marine en 1922 et en sera président de 1942 à 1949. 
Il est fait chevalier (30 décembre 1911), officier (14 juillet 1919), commandeur (15 janvier 1920) puis grand-officier de la Légion d'honneur le 30 juin 1937.

## Œuvres
- Tahiti. Notes et impressions, Le Tour du monde, 1902, p. 481-492
- De la Nouvelle-Calédonie aux îles Hébrides, Le Tour du monde, 1909, p. 193-216
- Trois archipels de la Polynésie orientale. Samoa, île Sous-le-Vent, Marquises, Le Tour du monde, 1911, p. 157-180
- Ces Messieurs de Julhiac-le-Coq, roman, 1913
- Deux années de guerre navale, 1916
- La Mainmise de l’État sur la flotte marchande, Revue des Deux Mondes no 49, 1919
- Notre marine marchande pendant la guerre, 1920
- Les Passagères, roman, Grasset, 1925
- Mirages d'amour, 1927
- Les Naufrageurs, 1927 (sous le pseudonyme de R. d'Antignac)
- Mystère d'un enlèvement, 1928
- Le Dernier Voilier dans l'océan Pacifique (Souvenirs d'Océanie), 1928
- Les Compagnons des galères, roman, 2 tomes, 1928
- La Précaution inutile, 1929
- Les Tirailleurs, roman, 1929
- Contes et légendes de l'océan Pacifique, 1930
- L'Empoisonnement du prince de Condé. 1588. Henri IV, Charlotte de La Trémoille et son page (d'après des archives inédites du Chartrier de Thouars), roman, 1932
- Le Paquebot Champlain, 1932
- L’Égypte et la crise, 1933
- Les frères Rorique, Le Masque, 1934
- La Sonorisation à bord des navires, 1943
- La Guerre du Pacifique, 1945
- La Marine de Richelieu. Maillé-Brézé, Plon, 1945
- Les pirates du Foederis Arca , J. de Gigord, 1946
- Sourdis, archevêque et amiral, 6 novembre 1594-18 juin 1645, Plon, 1948
- Zanzibar, entrepôt de l'Afrique orientale, posthume, Hachette, 1971

## Prix littéraires
- 1917 : Prix Bordin pour Deux années de guerre navale
- 1933 : Grand Prix Gobert pour Henri IV, Charlotte de la Trémoille et son page
- 1946 : Prix Louis-Paul-Miller pour Maillé Brézé
- 1949 : Prix Montyon pour Sourdis